# Lectotypella kabiri
Lectotypella kabiri är en insektsart som först beskrevs av M. Firoz Ahmed 1971.  Lectotypella kabiri ingår i släktet Lectotypella och familjen dvärgstritar. Inga underarter finns listade i Catalogue of Life.